# فيديليفكا
فيديليفكا (بالروسية: Вейделевка) هي مدينة في مقاطعة بيلغورود أوبلاست في روسيا. يبلغ عدد سكانها حوالي 7065 نسمة.